# Laurin & Klement C2
Laurin & Klement C2 byl osobní a nákladní automobil vyráběný rakousko-uherskou automobilkou Laurin & Klement.
Motor byl řadový dvouválec s rozvodem SV, byl uložen vpředu a poháněl zadní kola. Objem byl 2281 cm³3, výkon 10 kW (14 koní). Vůz dosahoval rychlosti až 45 km/h.
Vyráběl se jako faeton, drožka nebo valník, vyrobeno bylo se 49 kusů.